# معيشة أخلاقية
المعيشة الأخلاقية (بالإنجليزية: Ethical living)‏ هي فلسفة اتخاذ القرارت في الحياة اليومية بأن تأخذ في اعتبارها القيم والأخلاقيات، خصوصاً فيما يتعلق بالإستهلاكية، البقاء، حماية البيئة، الحيوانات البرية والرفق بالحيوان.

## ممارسة وتنفيذ

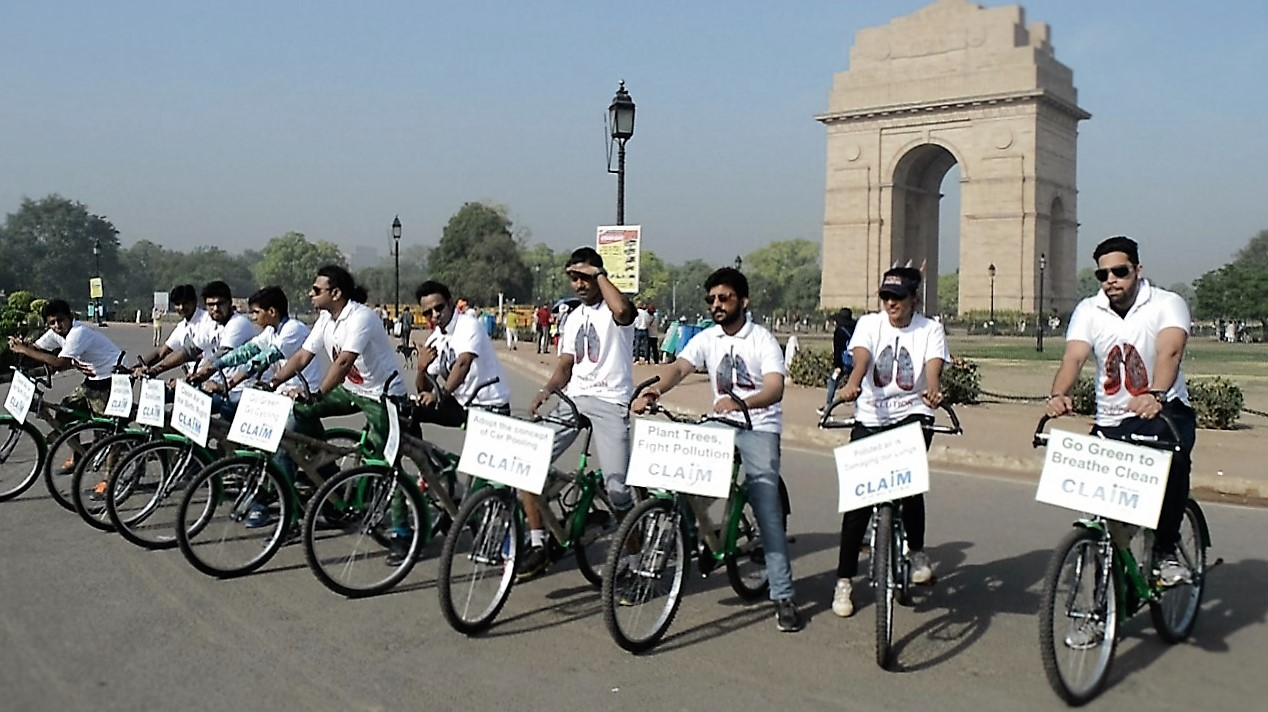

في الوقت الحالي، يعد ذلك قراراً فردياً أكثر من كونه حركة اجتماعية منظمة. العيش الأخلاقي يعتبر جزء من المعيشة المستدامة حيث يفعل الإنسان مجموعة من التغيرات البسيطة في نمط حياته لكي يضع حداً لتأثيره على البيئة. أن تأخذ قرارك في العيش بأخلاقية هو أمر سهل كأن تعيد استخدام النفايات، تطفئ المصابيح عند مغادرة الغرفة أو تأكل لحوم بكميات أقل. الكثير من الناس يعيدون استخدام مياه الصرف الصحي عن طريق استخدام مصادر متجددة في منازلهم مثل الألواح الشمسية ومولدات المياه من الغلاف الجوي، أو استخدام وسائل نقل صديقة للبيئة مثل الدراجات. يعتقد الكثير أنه يجب أن تكون التغيرات الجذرية في نمط الحياة بهدف التخفيف من آثار تغير المناخ. فعلى سبيل المثال، مؤخراً ستزيد ندرة الموارد وانبعاثات الكربون بسبب الزيادة السكانية حول العالم. ولهذا السبب؛ يعتقد الكثير أن العيش الأخلاقي يستطيع التحكم في الصحة الانجابية للفرد وهذا يتطلب حلول اجتماعية بأن تتمكن المرأة من وجودها في الحياة العامة والحياة الخاصة، ويزيد اتجاه أفراد الشعب نحو تنظيم الأسرة والصحة الإنجابية لضمان فرص النجاح.

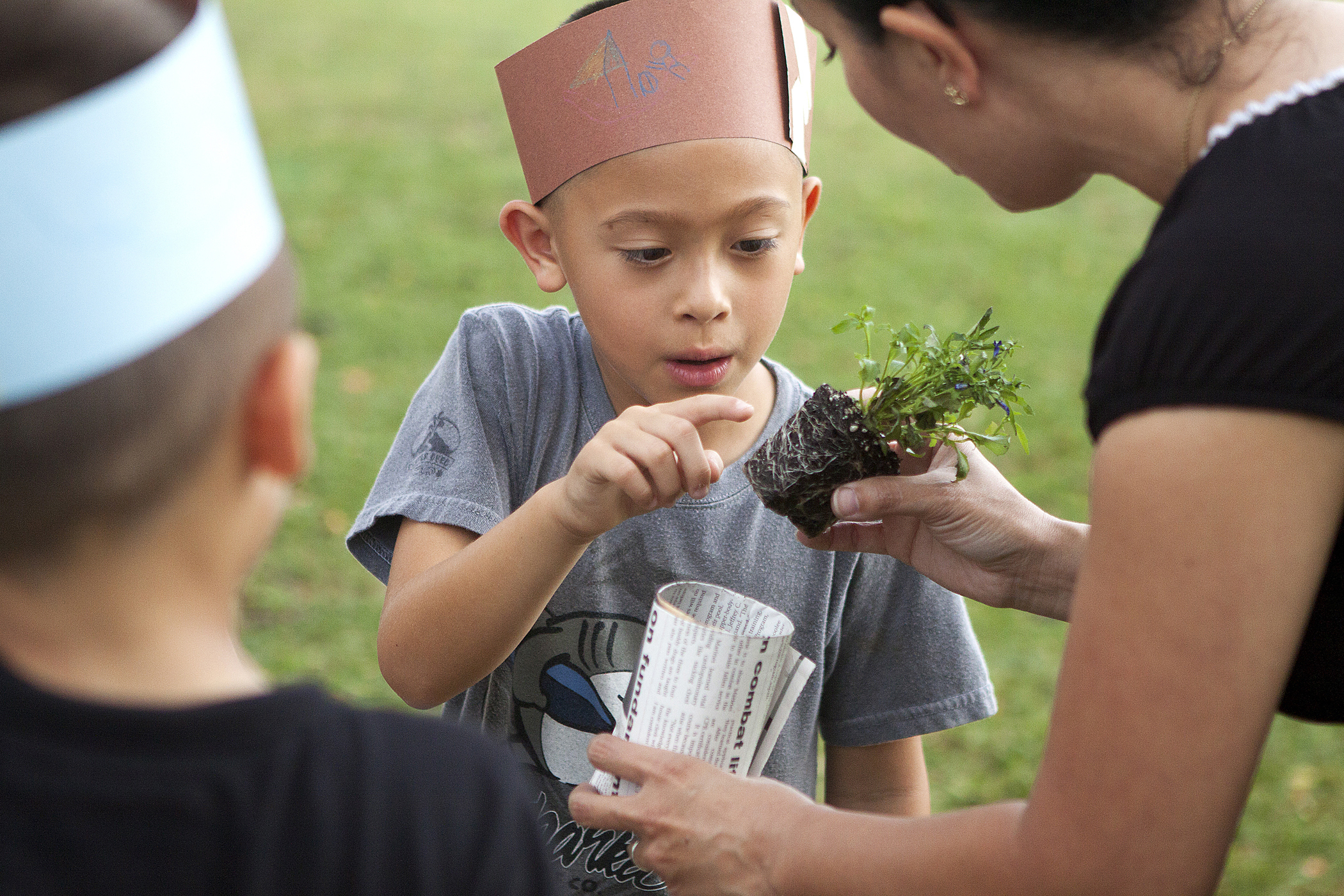

## سياسات وطنية ودولية
على سبيل المثال، يوجد حكومات كثيرة مثل هولندا تسعى لخلق «مجتمع ذو مناخ طبيعي» بالتركيز على« اتجاه واستخدام المجتمع  لأدوات التكنولوجيا، السياسة، خدمات الزراعة، الصناعة، وسائل النقل، التنظيم العمرانى، السلوك الاجتماعي» بينما يوجد العديد من المؤشرات والأماكن الأخرى يمكن من خلالها قياس المستوى الوطني والمحلي «الآثار البيئية» ولكن يصعب قياس هذه الآثار البيئية للفرد والمجتمع. ولهذا السبب، يُعتبر تأثير قرارت الحياة الأخلاقية للفرد -بحيث يكون صديقاً للبيئة- تصبح شيئا غير حاسم. أجري بعض الباحثين استبيان عن «إلى أي مدي يحد المجتمع من استخدام الكربون وذلك بالاستناد على معتقاداتهم السابقه المؤيدة للبيئة».
النتيجة لا يوجد اختلاف في الآثار البيئية للطرفين كليهما -سواء كان عنده معتقدات سابقة مؤيدة للبيئة أم لا- وهذا يعني أن وجود اعتقادات مؤيدة للبيئة لا يقلل من أثر الاستهلاك البيئي. وهذا يؤدي إلى اقتراح مفهوم جديد فيما يعرف ب«فجوة تأثير السلوك» حيث أدرك الباحثون أنه قد لا يكون دائماً هناك علاقة تناسبية بين  التغيير في العادات اليومية ونقص استخدام الكربون.

## نقد
بالرغم من تزايد فكرة الحياة الأخلاقية، فالكثير من هذه المجتمعات تعتقد أن مسؤولية تنفيذ هذه الممارسات البيئية الأخلاقية تقع على حساب الشركات الكبرى. وهذا لأنه عندما يغير الإنسان في عاداته اليومية، يجب أن يحدث تغييرات أيضاً بواسطة المنظمات الكبرى والشركات متعددة الجنسيات. انتقد الكثير هذه الحجة، لأنه في الوقت الذي تطالب فيه الشركات الكبرى والشركات متعددة الجنسيات بأن تزيد استهلاكها ورأسماليتها، هذا يُفقد التركيز على «الأجور الصالحة للعيش، الخدمات الصحية ميسورة التكلفة، التعليم، هواء نقي، مياة نظيفة». " هناك نقد آخر لحركة الحياة الأخلاقية، يوجد الكثير من التغيرات الاستهلاكية الفردية يجب أن تُفّعل، ولذلك فهذا يتطلب مراجعة جيدة للعادات الشرائية للفرد لكي نعالج أزمتنا البيئية.”